# Татти, Франческо де
Франче́ско Де Татти́ (итал. Frencesco De’ Tatti; между 1470 и 1480, Варезе, Миланское герцогство — около 1532, Милан, Миланское герцогство) — итальянский живописец периода Возрождения, проживал в Милане. Его творчество пришлось на 1520-е годы. В замке Сфорца в Милане находится полиптих его кисти, известный также, как «Алтарь Босто», изображающий взятие Милана французскими войсками в 1499 году.

## Биография

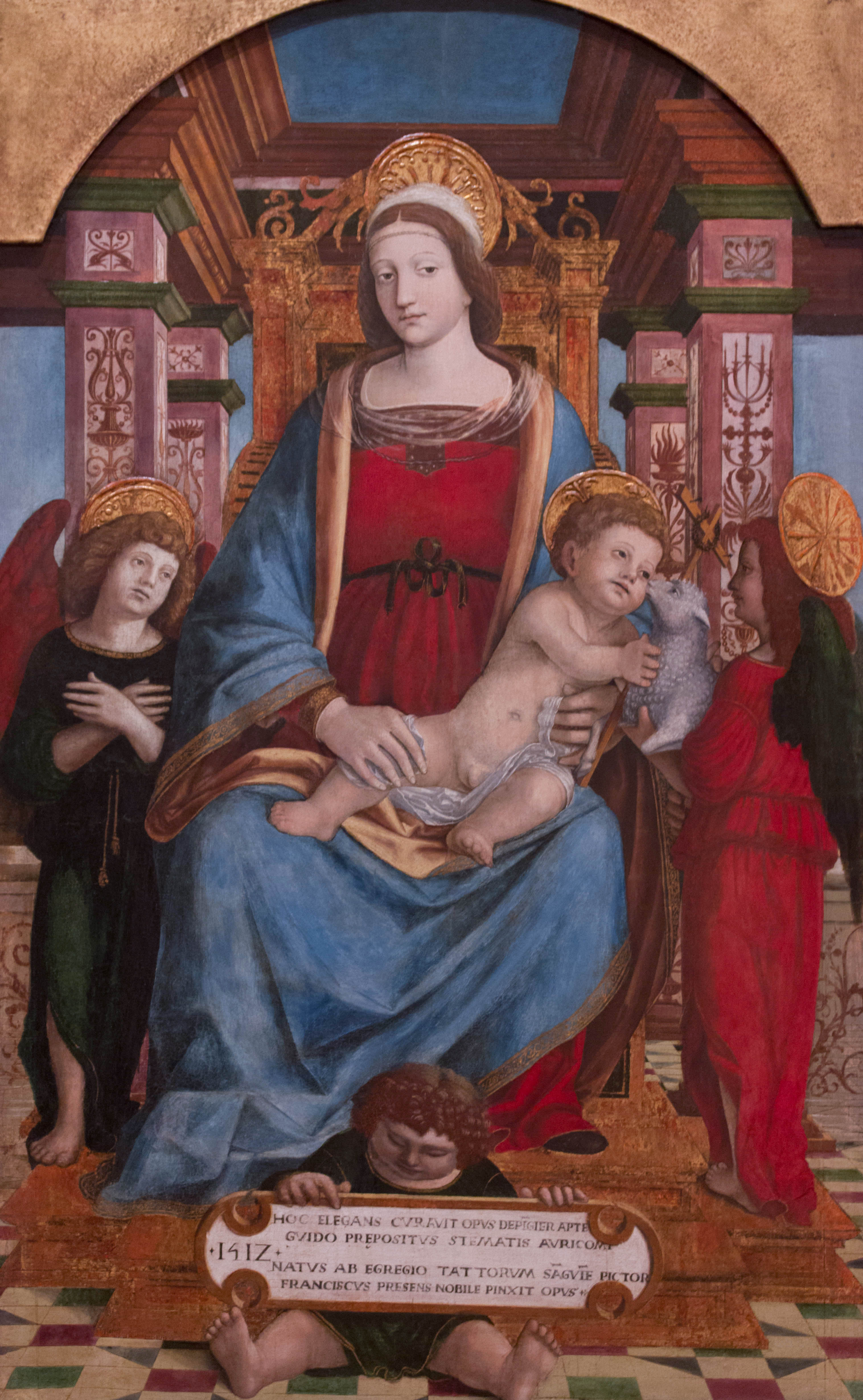
Мадонна с младенцем и двумя ангелами (1512)

О жизни и личности живописца известно мало. Родился между 1470 и 1480 годами в Варезе в семье Джованни Антонио Де’ Татти и Бартоломеи Де’ Босси. Отец его был живописцем. Мать происходила из благородного семейства. Известно имя одного из братьев Франческо, тоже художника, Бенедетто, который иногда помогал ему в работе.
В 1500 году Франческо жил и трудился в родном городе в собственной мастерской. Здесь же преподавал ученикам-подмастерьям живопись, умение писать фрески и декорировать деревянные алтари и скульптуры для храмов. Его первая картина с точной датировкой относится к 1512 году. На ней живописец изобразил Богоматерь, сидящей на троне с младенцем, в окружении двух ангелов и мальчика у ног Девы Марии. Ныне картина хранится в собрании Музея изящных искусств в Нанси.
По заказу Джованни Гвидо Орригони им был написан запрестольный образ, больше известный, как «Алтарь Босто», и находящийся ныне в замке Сфорца в Милане. На ней Франческо изобразил как солдаты французского короля грабят миланскую церковь святого Якова. В источниках в последний раз он упоминается под 1526 годом. Умер вероятно в Милане около 1532 года.